# 莫尔斯布龙莱班
莫尔斯布龙莱班（法語：Morsbronn-les-Bains，法語發音：[mɔʁsbʁɔn le bɛ̃]）是法国下莱茵省的一个市镇，位于该省北部，属于阿格诺-维桑堡区。

## 地理
莫尔斯布龙莱班（48°54'0"N, 7°44'31"E）面积6.87 平方千米，位于法国大東部大區下莱茵省，该省份为法国大陆部分最东部的省份，是阿尔萨斯的一部分，今与上莱茵省组成了阿尔萨斯欧洲集体，其南至上莱茵省，西南接孚日省和默尔特-摩泽尔省，西接摩泽尔省，北与德国接壤，东侧沿莱茵河与德国相望。
与莫尔斯布龙莱班接壤的市镇（或旧市镇、城区）包括：甘斯泰、迪伦巴克、福斯泰姆、弗勒什维莱尔、甘代尔索方、埃热内、沃尔特。
莫尔斯布龙莱班的时区为UTC+01:00、UTC+02:00（夏令时）。

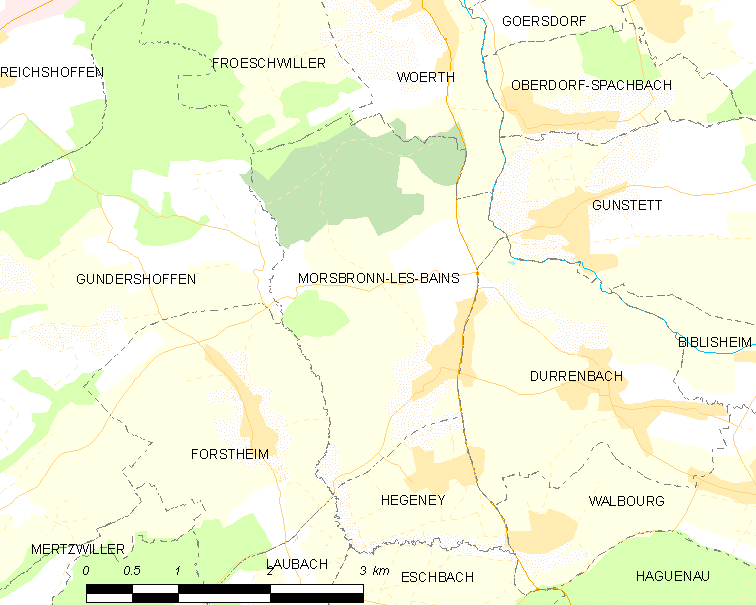
莫尔斯布龙莱班的OSM定位图

## 行政
莫尔斯布龙莱班的邮政编码为67360，INSEE市镇编码为67303。

## 政治
莫尔斯布龙莱班所属的省级选区为賴什索芬縣。

## 交通
下莱茵省省道D27线、D148线、D250线在此交汇。

## 人口

1962-2008年间莫尔斯布龙莱班人口变化图示

莫尔斯布龙莱班于2022年1月1日时的人口数量为680人。